# Der seltsame Fall des Benjamin Button
Der seltsame Fall des Benjamin Button (Originaltitel: The Curious Case of Benjamin Button) ist ein US-amerikanischer Fantasyfilm des Regisseurs David Fincher aus dem Jahr 2008 mit Brad Pitt und Cate Blanchett in den Hauptrollen. Die Handlung wurde von der gleichnamigen Erzählung von F. Scott Fitzgerald in einer modernen Version frei adaptiert.

## Handlung
Der Film beginnt im August 2005, zwei Jahre nach Benjamins Tod, zur Zeit des Hurrikans Katrina, als die alte Daisy im Sterben liegt. Ihre Tochter Caroline, die bis zu diesem Zeitpunkt noch nicht weiß, wer ihr Vater ist, möchte sie in ihren letzten Stunden begleiten. Daisy erzählt die Geschichte eines blinden Uhrmachers, der gegen Ende des Ersten Weltkrieges den Auftrag erhalten hatte, eine Bahnhofsuhr anzufertigen. Dieser Mann hatte seinen einzigen Sohn durch den Krieg verloren. Als die Uhr feierlich enthüllt und gestartet wurde, erschraken die Zuschauer, denn sie lief rückwärts. Der Uhrmacher erklärte, dass dies keinesfalls ein Versehen gewesen sei, denn er habe das Uhrwerk – in der Hoffnung, auf diese Weise die Zeit zurückdrehen und seinen Sohn wieder zum Leben erwecken zu können – absichtlich so gebaut.
Nach dieser Geschichte bittet Daisy Caroline, aus dem Tagebuch eines Freundes, Benjamin Button, vorzulesen. Die eigentliche Handlung stellt sich als Rückblick auf die Aufzeichnungen von Benjamin dar, der im selben Jahr geboren wurde, als die rückwärts laufende Uhr zu ticken begann. Seine geistige Entwicklung und Körpergröße bei seiner Geburt im Jahre 1918 in New Orleans entsprechen der eines Babys, ansonsten weist er jedoch alle körperlichen Merkmale eines Greises auf (körperliche Gebrechen, Alterssichtigkeit usw.).
Nachdem Benjamins Mutter bei der Geburt gestorben ist, legt der vom Anblick seines Sohnes entsetzte Vater, der reiche Knopf-Fabrikant Thomas Button, das Kind an der Schwelle eines Altenpflegeheims ab. Die Betreiberin Queenie nimmt das Findelkind auf und erhält vom Arzt die Prognose, dass es bei seinem körperlichen Zustand wohl nicht lange leben werde. Doch Benjamins biologische Uhr tickt rückwärts und so wird sein Körper immer jünger und jünger.
Im Heim lernt Benjamin die fünf Jahre alte Daisy – die Enkelin einer Heimbewohnerin – kennen, die später eine erfolgreiche Ballerina wird. Als Benjamin älter wird, nimmt sein leiblicher Vater Kontakt zu ihm auf, ohne ihm jedoch zu offenbaren, wer er ist. Im Alter von 17 Jahren verlässt Benjamin das Altenpflegeheim und fährt zur See.
1941 lernt er in Murmansk Elizabeth Abbot, Frau des Chefs der britischen Handelsmission, kennen und verliebt sich in sie. Die beiden beginnen eine Affäre. Nach einiger Zeit reist Elizabeth ab, ohne sich von Benjamin zu verabschieden.
Nach Ende des Zweiten Weltkriegs kehrt Benjamin nach New Orleans zurück und trifft die leichtlebige Daisy wieder, die inzwischen ein Engagement in einem New Yorker Ballett erhalten hat. Daisy versucht, Benjamin zu verführen; dieser geht jedoch nicht darauf ein. Daraufhin reist Daisy ab.
Als Benjamins Vater spürt, dass er kurz vor dem Tode steht, offenbart er sich gegenüber Benjamin: Er bereut, dass er ihn einst als Baby weggegeben hat, obwohl er Benjamins Mutter am Sterbebett versprochen hatte, für das Kind zu sorgen. Er vererbt seinem Sohn die Knopffabrik „Button’s Buttons“ und macht ihn so finanziell unabhängig. Benjamin reist nach New York, um Daisy wieder zu treffen, muss dort allerdings feststellen, dass sie inzwischen mit einem anderen Mann liiert ist, und kehrt unverrichteter Dinge nach Hause zurück.
Einige Zeit später wird Daisy während eines Gastspielaufenthalts in Paris von einem Auto angefahren und muss aufgrund eines komplizierten Beinbruchs ihre Tanzkarriere beenden. Benjamin reist nach Paris, um Daisy zu sehen, doch diese fordert ihn auf, aus ihrem Leben zu verschwinden, da sie nicht erträgt, dass Benjamin sie in ihrem Zustand sieht. Einige Jahre später kehrt sie zurück nach New Orleans. Daisy und Benjamin, beide um die 40, beginnen eine Beziehung. Benjamin ist in der Phase seines Lebens, in der sein Aussehen zu seinem wirklichen Alter passt. Sie verleben einige glückliche Jahre, und schließlich wird Daisy schwanger und bringt ein gesundes Mädchen zur Welt. Es erhält den Namen von Benjamins Mutter Caroline.
Benjamin wird klar, dass er nun selbst bald zum Jugendlichen und Kind werden wird und seiner Tochter daher kein richtiger Vater sein kann. Bevor die Tochter alt genug ist, um eine nachhaltige Erinnerung an ihn aufzubauen, hinterlässt er Daisy und dem Kind sein Vermögen und reist in der Welt umher.
Als seine Tochter ein Teenager geworden ist, kommt Benjamin – nun selbst ein junger Mann – nochmals nach New Orleans zurück, um Daisy zu treffen. Diese hat inzwischen geheiratet. Der Stiefvater gilt als der Vater des Kindes. Daisy, in ihren späten 50ern, und Benjamin, nun optisch in den 20ern, verbringen eine letzte Liebesnacht miteinander, gehen dann aber wieder getrennte Wege.
Damit endet das Tagebuch. Den Rest der Geschichte erzählt Daisy: Nachdem Benjamin sich äußerlich zum Pubertierenden und dann zum Kind gewandelt hat, findet er Aufnahme in dem Altenheim, in dem er aufgewachsen ist und das die Tochter seiner Pflegemutter von dieser übernommen hat. Als Daisy ihn aufsucht, erkennt er sie nicht mehr. Daisy zieht trotzdem in das Altersheim und pflegt dort den inzwischen zum Kleinkind und Baby gewordenen Benjamin, der schrittweise sein Gedächtnis verliert, dann das Gehen und das Sprechen verlernt, bis er schließlich mit 84 Jahren und dem Körper eines Neugeborenen in ihren Armen stirbt.
Am Ende des Films erreicht der Hurrikan das Krankenhaus. Daisy schläft friedlich ein und stirbt. Die Bahnhofsuhr, die sich gegen den Uhrzeigersinn dreht und inzwischen abgenommen wurde, wird überschwemmt, tickt aber immer noch.

## Hintergrund
- Fitzgeralds Kurzgeschichte galt wegen des rückwärts gerichteten Alterungsprozesses lange als unverfilmbar. Die Kombination von Masken, digitaler Technik und verschiedener Lichtquellen ermöglichte jetzt eine durchgängig natürlich wirkende Umsetzung. Make-up-Designer Greg Cannom und der für visuelle Effekte verantwortliche Eric Barba schufen Bilder, deren digitaler Ursprung dem Zuschauer meist verborgen bleibt.[3]
- Die Produktionskosten wurden auf rund 150 Millionen US-Dollar geschätzt. Der Film spielte in den Kinos weltweit rund 334 Millionen US-Dollar ein, davon rund 127 Millionen US-Dollar in den Kinos der USA.
- Kinostart in den USA war am 25. Dezember 2008, in Deutschland am 29. Januar 2009 und einen Tag später auch in Österreich.

### Literarische Vorlage
Die Inspiration des Films, die Kurzgeschichte The Curious Case of Benjamin Button, wurde 1922 von F. Scott Fitzgerald veröffentlicht. Bei Fitzgerald ist Benjamin Button allerdings zu Beginn der Geschichte auch von seiner Körpergröße her ein alter Mann. Da in der Verfilmung neben dem geänderten Protagonisten auch die Epoche und der Ort, in der die Erzählung spielt, eine ganz andere ist – Fitzgeralds’ beginnt 1860 in Neuengland, die des Films 1918 in New Orleans – ist auch die Handlung deutlich verändert. Der Film ist – anders als Fitzgeralds Werk – primär eine Liebesgeschichte.

### Musik
Die Musik zum Film wurde vom französischen Komponisten Alexandre Desplat komponiert und mit einem 87-köpfigen Ensemble der Hollywood Studio Symphony aufgenommen. Einige Songs wie beispielsweise Didn’t Leave Nobody But the Baby wurden auch in dem Film O Brother, Where Art Thou? verwendet. Das Klavierstück, das Benjamin lernt und das am Ende des Films wiederholt wird, ist Bethena: A Concert Waltz von Scott Joplin.

### Synchronisation
Die deutsche Synchronfassung entstand bei der FFS Film- & Fernseh-Synchron GmbH, Berlin. Marianne Groß führte Dialogregie.
| Rolle                     | Darsteller                            | Sprecher           |
| ------------------------- | ------------------------------------- | ------------------ |
| Benjamin Button           | Brad Pitt                             | Tobias Meister     |
| Benjamin Button           | Peter Donald Badalamenti II (1928–31) | Tobias Meister     |
| Benjamin Button           | Robert Towers (1932–34)               | Tobias Meister     |
| Benjamin Button           | Tom Everett (1935–37)                 | Tobias Meister     |
| Benjamin Button           | Spencer Daniels (1991)                |                    |
| Benjamin Button           | Chandler Canterbury (1995)            |                    |
| Benjamin Button           | Charles Henry Wyson (1997)            |                    |
| Daisy                     | Cate Blanchett                        | Arianne Borbach    |
| Daisy                     | Madisen Beaty (10 Jahre alt)          | Arianne Borbach    |
| Daisy                     | Elle Fanning (7 Jahre alt)            | Soraya Richter     |
| Caroline                  | Julia Ormond                          | Christin Marquitan |
| Caroline                  | Katta Hules (12 Jahre alt)            |                    |
| Elizabeth Abbott          | Tilda Swinton                         | Traudel Haas       |
| Queenie                   | Taraji P. Henson                      | Vera Teltz         |
| Captain Mike              | Jared Harris                          | Jörg Hengstler     |
| Thomas Button             | Jason Flemyng                         | Torsten Michaelis  |
| Tizzy                     | Mahershala Ali                        | Daniel Fehlow      |
| David Hernandez           | Joel Bissonnette                      | Viktor Neumann     |
| Dennis Smith              | Myrton Running Wolf                   | Dennis Schmidt-Foß |
| Dorothy Baker             | Faune Chambers Watkins                | Dascha Lehmann     |
| Dr. Rose                  | Patrick Thomas O’Brien                | Till Hagen         |
| John Grimm                | Richmond Arquette                     | Lutz Schnell       |
| Monsieur Gateau           | Elias Koteas                          | Erich Räuker       |
| Mr. Daws                  | Ted Manson                            | Hasso Zorn         |
| Mrs. Maple                | Edith Ivey                            | Christel Merian    |
| Ngunda Oti                | Rampai Mohadi                         | Florian Halm       |
| Prediger                  | Lance E. Nichols                      | Detlef Bierstedt   |
| Caroline Button           | Johanna Roxanne                       | Shalin Rogall      |
| Queenies Tochter          | Devyn Tyler (14 Jahre alt)            |                    |
| Queenies Tochter          | Deneen Tyler (40 Jahre alt)           |                    |
| Walter Abbott             | David Ross Paterson                   |                    |
| Arzt bei Benjamins Geburt | David Jensen                          |                    |
| Großmutter Fuller         | Phyllis Somerville                    |                    |
| Prentiss Mayes            | Don Creech                            |                    |

## Rezeption
Von der Filmkritik wurde der Film überwiegend positiv aufgenommen, rief aber auch negative Kritik hervor. Bei Rotten Tomatoes wurden 258 Kritiken gezählt, von denen 71 % positiv ausfielen.
Die Süddeutsche Zeitung lobte den Film als „eine große Geschichte vom Altwerden“, der von den 13 Oscars, für die er nominiert wurde, „jeden verdient hätte“.
Verena Lueken hob in der Frankfurter Allgemeinen Zeitung besonders die Montage, in der Daisy von einem Taxi erfasst wird, als „eine filmisch brillante Reflexion über Zeit und Zufall und darüber, dass beides nicht unserer Kontrolle unterliegt“ hervor. Fincher bringe es fertig, „völlig mühelos die Beziehungen zwischen den Figuren vor unseren Augen zu entwickeln“.
Im Kölner Stadtanzeiger lobte Frank Olbert die „in Bilder übersetzte philosophische Reflexion über die Existenz, das Altern und den Tod“ und hob hervor, der Film spüre dem letzten Moment des Lebens „auf unvergleichlich empfindsame, ja zärtliche Weise nach“. Er bewertet den Film abschließend als „Meisterwerk“.
Das Kinomagazin Cinema erteilte dem Film mit einem nach oben zeigenden Daumen und der Bewertung „100 %“ seine Höchstwertung und lobte ihn als „zutiefst bewegendes Meisterwerk und eine Beschwörung der grotesken Komik“. Brad Pitts Schauspiel wird als seine „bisher beste Darstellerleistung“ hervorgehoben.
Iris Radisch rühmte in der Wochenzeitung Die Zeit, dass die Abweichung des Drehbuchs von der Literaturvorlage diese „bereichert und vertieft“ habe, und wertet Brad Pitts Benjamin Button als „glaubwürdigste[n] Charakter dieses Films“. Auch wegen seiner Abschlussszene werde man diesen „Ars-Moriendi-Film“ „nicht so schnell vergessen“.
Gelobt wurde Der seltsame Fall des Benjamin Button von Laura Bader auf Focus Online als ein „Film über die einfachen Dinge des Lebens – mit einmaligen Effekten und viel Gefühl“. Sie hebt auch das Spiel Brad Pitts hervor, der es schaffe, „die Diskrepanz zwischen Benjamins äußerem und innerem Alter auf beeindruckend glaubhafte Weise darzustellen“.
Harald Peters kritisierte den Film in der Welt am Sonntag als „vollgestopft mit überflüssigen Figuren und Handlungssträngen“. Die Hauptfigur Benjamin Button bezeichnete er als „möglicherweise die langweiligste Person, die es gibt“.
Lars-Olav Beier bezeichnete den Film in Spiegel Online als brillant, er sei die größte Kino-Romanze seit Titanic. Der Film sei ergreifend und bewegend wie kaum eine andere Hollywood-Produktion, und mit 13 Nominierungen war er einer der Favoriten für die Oscarverleihung 2009.
Die Deutsche Film- und Medienbewertung FBW in Wiesbaden verlieh dem Film das Prädikat besonders wertvoll. Die Jury-Begründung lobt Der seltsame Fall des Benjamin Button als einen außergewöhnlichen Film, der eine anspruchsvolle Reflexion über Leben und Zeit bietet, cineastisch virtuos verschiedene Stilepochen zitiert und große Kinoemotionen mit feinfühliger Filmkunst vereint.

## Auszeichnungen
| Oscars 2009 - Bestes Szenenbild: Donald Graham Burt und Victor J. Zolfo - Bestes Make-up: Greg Cannom - Beste visuelle Effekte: Eric Barba, Steve Preeg, Burt Dalton und Craig Barron außerdem nominiert in den Kategorien: - Bester Film: Kathleen Kennedy, Frank Marshall und Ceán Chaffin - Beste Regie: David Fincher - Bestes adaptiertes Drehbuch: Eric Roth - Bester Hauptdarsteller: Brad Pitt - Beste Nebendarstellerin: Taraji P. Henson - Bestes Kostümdesign: Jacqueline West - Beste Kamera: Claudio Miranda - Beste Filmmusik: Alexandre Desplat - Bester Ton: David Parker, Michael Semanick, Ren Klyce und Mark Weingarten - Bester Schnitt: Kirk Baxter und Angus Wall Golden Globe Awards 2009 nominiert in den Kategorien: - Bester Film – Drama: Kathleen Kennedy, Frank Marshall und Ceán Chaffin - Beste Regie: David Fincher - Bestes Filmdrehbuch: Eric Roth - Bester Hauptdarsteller – Drama: Brad Pitt - Beste Filmmusik: Alexandre Desplat British Academy Film Awards 2009 nominiert in den Kategorien: - Bester Film: Kathleen Kennedy, Frank Marshall und Ceán Chaffin - Beste Regie: David Fincher - Bestes adaptiertes Drehbuch: Eric Roth - Bester Hauptdarsteller: Brad Pitt - Bestes Kostümdesign: Jacqueline West - Beste Kamera: Claudio Miranda - Beste Filmmusik: Alexandre Desplat - Bester Schnitt: Kirk Baxter und Angus Wall | Broadcast Film Critics Association Awards 2009 nominiert in den Kategorien: - Bester Film: Kathleen Kennedy, Frank Marshall und Ceán Chaffin - Beste Regie: David Fincher - Bestes Drehbuch: Eric Roth - Bester Hauptdarsteller: Brad Pitt - Beste Hauptdarstellerin: Cate Blanchett - Beste Nebendarstellerin: Taraji P. Henson - Bestes Schauspielensemble - Bester Komponist: Alexandre Desplat Directors Guild of America Award 2009 - Nominierung in der Kategorie Beste Regie: David Fincher Saturn Award - Bester Fantasyfilm - Beste Nebendarstellerin: Tilda Swinton - Bestes Make-up: Greg Cannom - Sechs Nominierungen in den Kategorien: Beste Regie, Bestes Drehbuch, Bester Hauptdarsteller, Beste Hauptdarstellerin, Beste Spezialeffekte und Beste Musik Writers Guild of America Award 2009 - Nominierung in der Kategorie Bestes adaptiertes Drehbuch: Eric Roth und Robin Swicord Screen Actors Guild Awards 2009 nominiert in den Kategorien: - Bestes Schauspielensemble - Bester Hauptdarsteller: Brad Pitt - Beste Nebendarstellerin: Taraji P. Henson Satellite Awards 2008 nominiert in den Kategorien: - Bestes adaptiertes Drehbuch: Eric Roth und Robin Swicord - Bestes Szenenbild: Donald Graham Burt und Tom Reta - Beste Kamera: Claudio Miranda - Bestes Kostümdesign: Jacqueline West MTV Movie Awards 2009 - Nominierung in der Kategorie Beste Nebendarstellerin: Taraji P. Henson |

## Trivia
- In seinem Buch Rückwärtsland, das im Februar 2021 im Peter Hammer Verlag erschien, erzählt Schriftsteller Henning Wagenbreth verschiedene Geschichten rückwärts.
- In dem Roman Die erstaunliche Geschichte des Max Tivoli des Schriftstellers Andrew Sean Greer von 2004 wird der Protagonist ebenfalls alt geboren und ist an seinem Lebensende ein Kind.
- In einer Tagtraumszene der Hauptfigur Walter Mitty, verkörpert von Schauspieler Ben Stiller, in dem Spielfilm Das erstaunliche Leben des Walter Mitty von 2013 spielen die beiden Darsteller Kristen Wiig und Ben Stiller auf einer Veranda sitzend den Fall des Benjamin Button nach.